# Louise Kirkby Lunn
Louise Kirkby Lunn (Manchester, 8 novembre 1873 – Londra, 17 febbraio 1930) è stata un contralto inglese. A volte classificata come mezzosoprano, fu una cantante di spicco dei primi due decenni del XX secolo, guadagnando elogi per le sue esibizioni in concerto, oratorio ed  opera.

## Biografia
Kirkby Lunn (pronunciato Kirby Lunn) ebbe la sua prima formazione vocale nella sua città natale di Manchester, presso la Chiesa di Ognissanti. Cantava lì nel coro sotto la guida del dott. J. H. Greenwood, organista della chiesa e in seguito apparve nei concerti della città. Nel 1890 ottenne un posto al Royal College of Music di Londra e studiò per tre anni con Albert Visetti, formandosi anche nell'opera lirica. Vincendo una borsa di studio nel suo secondo anno, sostenne il ruolo di Margaret in Genoveva di Schumann in una produzione del college al Drury Lane nel dicembre 1893 e poi come Marquise de Montcontour in Le Roi l'a dit di Delibes al Prince of Wales Theatre un anno dopo. Studiò anche per qualche tempo con Jacques Bouhy a Parigi.

## Carriera iniziale
Nel 1895 apparve nella prima stagione dei concerti promenade con Henry J. Wood. Augustus Harris le accordò un contratto di cinque anni quasi alla prima udienza. Nel 1896 apparve come Nora in Shamus O'Brien di Stanford al Theater Comique, sempre sotto Wood, con Joseph O'Mara, Maggie Davies, W.H. Stevens e Denis O'Sullivan, una produzione che andò in scena per 100 serate dal 2 marzo.
A ciò seguì una serie di piccoli ruoli al Royal Opera House, Covent Garden. Il contratto al Covent Garden però scadde con la morte di Harris nel giugno 1896, dopodiché entrò nella Carl Rosa Opera Company, esibendosi come mezzosoprano principale a Londra e in tournée nelle province in Carmen, Mignon, Lohengrin,   Rigoletto e altre opere. Nel 1898, alla Queen's Hall di Londra, cantò come Rhinemaiden in estratti da L'oro del Reno con Lillian Blauvelt, Helen Jaxon e con David Bispham che appariva come Alberico. Rimase con la Carl Rosa fino al 1899, anno in cui sposò W. J. Pearson.
Fu particolarmente attiva nella stagione della Queen's Hall del 1900-1901 con Wood, apparendo con Blauvelt, Lloyd Chandos e Daniel Price e la Wolverhampton Festival Choral Society, nell'ultima sinfonia di Beethoven il 16 marzo e negli estratti di Gilbert e Sullivan (con Lloyd Chandos e Florence Schmidt). Nel mezzo di una serie di concerti di Wagner con Marie Brema, Philip Brozel, David Ffrangcon-Davies e Olga Wood, il 22 novembre 1901 (il primo anniversario della morte di Arthur Sullivan), cantò in uno spettacolo speciale della cantata di Sullivan The Golden Legend, con Blauvelt, John Coates e Ffrangcon-Davies.

## Carriera operistica
Dal 1901 al 1414 Louise Kirkby Lunn apparve regolarmente al Covent Garden e per molti di quegli anni anche negli Stati Uniti, in particolare al Metropolitan Opera nelle stagioni 1902–1903, 1906-1908 e 1912–14.
Ebbe particolare successo nelle parti liriche wagneriane, in particolare Fricka, Brangane, Ortrud ed Erda e nel 1904 diede la prima interpretazione in lingua inglese del ruolo di Kundry, Parsifal, in America, a Boston. Il suo debutto americano nel 1902, tuttavia, fu come Amneris nell'Aida, un ruolo in cui formò una lunga e famosa collaborazione con il soprano drammatico ceco Emmy Destinn come Aida; questa collaborazione è conservata in maniera documentata, non solo nell'aria "Ebben qual nuovo fremito" registrata nel 1911 dall'opera di Verdi, ma anche in "L'amo come il fulgor del Creato" del 1911, da La Gioconda di Ponchielli. Sia in Inghilterra che in America fu anche una famosa Dalila nell'opera di Saint-Saëns. Cantò anche al Covent Garden nelle anteprime di Helene di Saint-Saëns, Hérodiade di Massenet, Armide di Gluck ed Eugenio Onegin di Čajkovskij. L'Orfeo di Gluck, che interpretò per la prima volta nel 1905, era considerata una delle sue parti migliori e il suo pezzo forte, "Che farò?", fu inciso su disco.

## Oratorio e lavoro concertisitico
Henry Wood diresse per la prima volta il Preludio e l'Addio dell'Angelo da Il sogno di Geronte, con la Kirkby Lunn, nel febbraio del 1901. Nel marzo del 1904 fu la solista principale dei concerti nel Festival di Elgar tenuti al Covent Garden, apparendo la prima sera con John Coates e Ffrangcon-Davies in Geronte e nella seconda con loro e con Agnes Nicholls, Kennerley Rumford (marito di Clara Butt) e Andrew Black in The Apostles. In questo modo sostituì di fatto Marie Brema, la scelta originale per l'Angelo di Geronte. Due anni dopo lo cantò con gli stessi colleghi (ma sotto Henry Wood) a Leeds. Lo interpretò sotto Hans Richter a Birmingham nel 1909 con John Coates e Frederic Austin; The Athenaeum osservò: "Ciascuno, a sua volta, gli ha procurato un'aggiunta di gloria"' Wood la ammirava moltissimo e la impiegava di frequente, scegliendola per una presentazione del Sheffield Festival di una suite de La vigilia di Natale di Rimsky-Korsakov, con Francis Hurford, nel 1908.
Nel 1909 la Kirkby Lunn eseguì le canzoni di Sea Pictures sotto la direzione di Elgar nei concerti della Royal Philharmonic Society. In quell'occasione le fu assegnata la medaglia d'oro della Società, quando il segretario onorario, compositore e pianista Francesco Berger, fece riferimento alla sua "rara combinazione di risultati artistici personali aggiunti a una natura riccamente dotata"' Fece altre due altre apparizioni davanti alla società prima della guerra, nelle serate di apertura (novembre) delle stagioni 1913 e 1914. Nella prima cantò la scena di Rienzi di Wagner, "Gerechter Gott!", per Willem Mengelberg e nella seconda occasione la Ballade La Fiancee du Timbalier di Saint-Saëns, per Thomas Beecham. Cantò la Rapsodia per contralto di Brahms alla Queen's Hall sotto Henri Verbrugghen nel Festival di Aprile 1915 e cantò anche Festival di Musica Britannica lì il mese seguente. Nel novembre 1916 riapparve con la RPO per cantare "Non più di fiori" di Mozart da La clemenza di Tito. Fece una registrazione incisione del brano della Clemenza.
Prima dello scoppio della Grande Guerra nel 1914 la Kirkby Lunn era stata molto richiesta per le apparizioni in oratori nel continente europeo e cantava spesso anche fino a Budapest. Anche New York la ascoltò durante questo periodo. Nel 1912 aveva fatto una tournée in Australia con William Murdoch, il celebre pianista che aveva fatto il suo debutto a Londra due anni prima.

## Incisioni ed ultimi spettacoli
Nello stesso anno (1912) del suo tour australiano, Kirkby Lunn registrò due duetti con il famoso tenore del Covent Garden e del Met, John McCormack, da opere composte da Wolf-Ferrari. Questi duetti sono stati rimasterizzati e ripubblicati su CD, così come alcuni dei suoi altri dischi come solista a 78 giri. Il corpo principale delle sue registrazioni fu realizzato per la Gramophone Company tra il 1909 e il 1916, ma c'erano anche dischi Pathe incisi in precedenza, tra cui duetti con Ben Davies, un altro tenore. Tra i brani lirici del corpo delle sue incisioni ci sono musiche di Wagner e, come abbiamo visto, Verdi, Ponchielli, Gluck, Mozart e Wolf-Ferrari. Il processo di registrazione acustico dell'epoca non è stato particolarmente clemente con le "calde note ricche di vera qualità da contralto" della Kirkby-Lunn (come il critico Herman Klein parlò della sua voce), anche se in alcuni brani come nel brano di Gounod 'Non mi permetta di lasciarti ", o di Arthur Goring Thomas "A Summer night ", il suo famoso controllo dell'ampia estensione e la compostezza e l'imponenza della sua esecuzione sono evidenti.
Nel 1919–22 la Kirkby Lunn riapparve al Covent Garden, scegliendo la sua celebre parte di Kundry per le sue ultime apparizioni con la British National Opera Company. Successivamente rimase per diversi anni davanti al pubblico in concerti e recital: nello stesso momento Marie Brema stava facendo le sue riapparizioni in Orfeo.

## Morte
Morì a Londra nel 1930, a 56 anni, per cause sconosciute.

## Altro
- Sebbene potesse parlare quattro lingue diverse e cantare fluentemente in esse, mantenne sempre il suo distintivo accento regionale di Manchester nelle conversazioni.[30]
- Il suo nome è stato talvolta trascritto come Louise Kirkby-Lunn.